# Atelopus petersi
Espèce
Statut de conservation UICN

 CR A2ace : 
En danger critique
Atelopus petersi est une espèce d'amphibiens de la famille des Bufonidae.

## Répartition
Cette espèce est endémique d'Équateur. Elle se rencontre dans les provinces de Napo et de Chimborazo entre 2 660 et 3 300 m d'altitude dans la cordillère Orientale.

## Description
Les mâles mesurent de 35,2 à 42,1 mm et les femelles de 43,3 à 50,2 mm.

## Étymologie
Cette espèce est nommée en l'honneur de James Arthur Peters.

## Publication originale
- Coloma, Lötters, Duellman & Miranda-Leiva, 2007 : A taxonomic revision of Atelopus pachydermus, and description of two new (extinct?) species of Atelopus from Ecuador (Anura: Bufonidae). Zootaxa, no 1557, p. 1–32 (texte intégral).